# Marit Benthe Norheim
Marit Benthe Norheim (født 29. maj 1960 i Norge) er en norskfødt dansk billedhugger.
Marit Benthe Norheim studerede på Vestlandets Kunstakademi i Bergen fra 1980-84, med et af årene på rejse i Europa, hovedsageligt i Italien. Herefter tog hun "Master of Arts" i skulptur på Royal Academy of Arts, London, 1984-87. Det førte til, at London blev hendes base frem til 1995, da hun tilbragte et år i Skien i Norge for at lave udsmykningen "Damer i blæst", 5 kvinder i beton, (6 meter høj), som en del af Union/Norske Skogs biologiske renseanlæg.
Marit Benthe har haft mange udstillinger både i ind- og udland og er repræsenteret i flere offentlige samlinger, bl.a. i Museet for Samtidskunst og Nasjonalgalleriet, Norge, samt Ny Carlsbergfondet i Danmark. Herudover har hun lavet en række permanente udsmykninger, bl.a. i Norge, Grønland, Island og Storbritannien.
I Danmark er hun mest kendt for "Fruen fra havet", en 7 m. høj tosidig skulptur i beton, placeret yderst på molen i Sæby. Dette værk førte til en opfølger i Skien i Norge, "Rottejomfruen", i forbindelse med Ibsenjubilæet i 2006. Det seneste projekt er "Campingkvinner", en stor skulpturel installation på hjul, for Europæiske Kulturhovedstad Stavanger 2008, hvor den rullede rundt i Rogaland i hele 2008. Herefter har den været vidt omkring i Danmark, Island og Nordnorge.
Norheim har også forelæst og undervist ved div. kunstakademier, bl.a. ved Royal Academy of Arts (MA) og Central/St. Martin School of Art (BA), London.
Hun er medlem af Norsk billedhoggerforening og Vrå-udstillingen i Danmark.

## Hædersbevisninger
- Vederlagsfondet, Statens kunstnerstipend Norge, 1990, 1998, 2001, 2006, 2008
- Akadamirådets rejselegat, 2003
- Nordjyllands Amt Kulturudvalg 2004
- Marie & Victor Hagen Müllers fond
- Spar Nord Hjørring Kulturpris